# Apogonia nigricans
Apogonia nigricans är en skalbaggsart som beskrevs av Hope 1831. Apogonia nigricans ingår i släktet Apogonia och familjen Melolonthidae. Inga underarter finns listade i Catalogue of Life.